# Edenticosa edentula
Genre
Espèce
Synonymes
- Lycosa edentula Simon, 1910

Edenticosa edentula, unique représentant du genre Edenticosa, est une espèce d'araignées aranéomorphes de la famille des Lycosidae.

## Distribution
Cette espèce est endémique de Bioko en Guinée équatoriale.

## Description
La femelle holotype mesure 8 mm.

## Publications originales
- Simon, 1910 : Arachnides recueillis par L. Fea sur la côte occidentale d'Afrique. 2e partie. Annali del Museo Civico di Storia Naturale di Genova, vol. 44, p. 335-449 (texte intégral).
- Roewer, 1960 : Araneae Lycosaeformia II (Lycosidae). Exploration du Parc National de l'Upemba Mission G.F. de Witte, vol. 55, p. 519-1040.